# رونالد لامولا
رونالد لامولا (بالإنجليزية: Ronald Lamola)‏ (و. 1983  م) هو سياسي من جنوب إفريقيا، ولد في ترانسفال، هو عضوٌ في المؤتمر الوطني الإفريقي.

## مناصب
تولى منصب
- وزير العدل والتطوير الدستوري [الإنجليزية]‏ منذ 30 مايو 2019[1]
- عضو الجمعية الوطنية لجنوب أفريقيا ‏ منذ 22 مايو 2019[2]

.

## التعليم
تعلم في University of Venda ‏
.